# Прамсири Бунпхитхак
Прамсири Бунпхитхак (тайск. เปรมศิริ บุญพิทักษ์; род. 13 января 1984, Супханбури) — тайская тяжелоатлетка, выступавшая в весовой категории до 48 килограммов. Призёр чемпионатов мира и участница Олимпийских игр.

## Биография
Прамсири Бунпхитхак родилась 13 января 1984 года.

## Карьера
Прамсири Бунпхитхак выступила на домашнем чемпионате мира в 2007 году в Чингмае и завоевала серебряную медаль в весовой категории до 48 килограммов. Прамсири подняла 86 килограммов в рывке и 110 кг в толчке.
В 2008 году она представляла Таиланд на Олимпийских играх в Пекине, но не сумела зафиксировать ни одну успешную попытку в рывке и завершила соревнования без результата. В том же году она участвовала на университетском чемпионате мира, где завоевала серебряную медаль с результатом 180 кг (78 + 102).
На Играх Юго-Восточной Азии 2009 года Прамсири Бунпхитхак стала чемпионкой в весовой категории до 48 килограммов. Она подняла 86 кг в рывке и 108 кг в толчке.
На чемпионате мира 2010 года Прамсири Бунпхитхак завоевала бронзовую медаль после дисквалификации чемпионки из Турции Нурджан Тайлан. Тайская тяжелоатлетка подняла 83 и 103 кг в рывке и толчке, соответственно. На Азиатских играх 2010 года Бунпхитхак стала четвёртой с результатом 185 кг.
На летней Универсиаде в Шэньчжэне в 2011 году Прамсири Бунпхитхак стала третьей в весовой категории до 53 килограммов, показав результат 205 кг в сумме двух упражнений (90 + 115). В том же году на чемпионате мира в Париже стала десятой с результатом 197 кг (87 + 110).